# Дом М. Н. Волконского
Дом М. Н. Волконского — историческое здание в Москве, построенное в первой половине XVIII века, перестроенное в начале XIX века. Известен также как главное здание ГИТИСа. Объект культурного наследия федерального значения. Расположен в Малом Кисловском переулке, дом 6, строение 1.

## История
Дом построен в первой половине XVIII века. Он был главным домом обширной усадьбы. Скорее всего, на время постройки усадьбой владел генерал-аншеф, князь М. Н. Волконский. Позднее усадьбой владел тайный советник В. Н. Зиновьев, а в 1810 году её приобрёл купец Фридрих Ланг. Он сдавал помещения различным организациям, в том числе после московского пожара 1812 года во флигелях усадьбы временно размещалась Московская губернская гимназия. По состоянию на 1826 год, в главном доме размещалась глазная больница, а также, на среднем этаже, типография Августа Семена, которая признавалась одной из лучших в Москве. В ней было напечатано около тысячи книг. На третьем этаже дома в 1827 году квартировал поэт Адам Мицкевич. В 1858—1859 гг. в одном из зданий на участке жил С. Т. Аксаков, там же он скончался.
В начале 1900-х гг. усадьба перешла к В. И. Солдатёнкову (племяннику известного купца К. Т. Солдатёнкова). В 1902 году здание было арендовано Московским императорским филармоническим обществом, и в нём разместилось Музыкально-драматическое училище. В 1918 году оно было реорганизовано в Музыкально-драматический институт, с 1919 году это Государственный институт музыкальной драмы, с 1922 года — Государственный институт театрального искусства (ГИТИС).
Ночью 28-29 марта 2013 года в здании произошёл пожар, серьёзно повредивший третий этаж. В 2014 году здание было восстановлено.

## Архитектура
От XVIII века сохранились рустованные лопатки на первом этаже, белокаменный карниз, а также оконные наличники на дворовом фасаде. К XVIII веку относится общая планировка здания, симметричная с боковыми ризалитами, и сводчатые перекрытия подвала и первого этажа. При перестройке XIX века здание получило обработку в стиле классицизма (простые сандрики над окнами, междуэтажные тяги), приобрело композицию парадного двора с боковыми флигелями на линии переулка. Массивный подъезд по центру главного фасада пристроен ещё позднее, первоначально ко входу на парадный (второй) этаж вела наружная лестница.